# A' Katīgoria 1957-1958
La A' Katīgoria 1957-1958 fu la 21ª edizione del massimo campionato di calcio cipriota. Si concluse con l'affermazione finale dell'Anorthōsis, che vinse il terzo titolo della sua storia.

## Stagione

### Novità
Il numero di squadre salì a dieci, dato che non vi fu nessuna retrocessione e, alle nove partecipanti della precedente stagione, si unì la neopromossa Apollōn Limassol.

### Formula
Le squadre partecipanti erano dieci e si incontrarono in gare di andata e ritorno, per un totale di diciotto turni.
Le partite APOEL Nicosia-Anorthosis Famagusta, APOEL Nicosia-Aris Limassol, Apollon Limassol-Omonia Nicosia, Olympiakos Nicosia-Pezoporikos Larnaca e Omonia Nicosia-Pezoporikos Larnaca non vennero giocate.
Era prevista un'unica retrocessione, mentre il punteggio previsto era di due punti per la vittoria, uno per il pareggio e zero per la sconfitta.

## Squadre partecipanti
| Club                | Città     | Stadio             | Stagione precedente |
| ------------------- | --------- | ------------------ | ------------------- |
| AEL Limassol        | Limassol  | Stadio GSO         | 6º in A' Katīgoria  |
| Anorthōsis          | Famagosta | Stadio GSE         | 1º in A' Katīgoria  |
| APOEL               | Nicosia   | Vecchio Stadio GSP | 9º in A' Katīgoria  |
| Apollōn Limassol    | Limassol  | Stadio GSO         | 1º in B' Katīgoria  |
| Arīs Limassol       | Limassol  | Stadio GSO         | 4º in A' Katīgoria  |
| EPA Larnaca         | Larnaca   | Vecchio Stadio GSZ | 8º in A' Katīgoria  |
| Nea Salamis         | Famagosta | Stadio GSE         | 5º in A' Katīgoria  |
| Olympiakos Nicosia  | Nicosia   | Vecchio Stadio GSP | 7º in A' Katīgoria  |
| Omonia              | Nicosia   | Vecchio Stadio GSP | 3º in A' Katīgoria  |
| Pezoporikos Larnaca | Larnaca   | Vecchio Stadio GSZ | 2º in A' Katīgoria  |

## Classifica finale
|                  | Pos. | Squadra             | Pt | G  | V  | N | P | GF | GS | DR  |
| ---------------- | ---- | ------------------- | -- | -- | -- | - | - | -- | -- | --- |
| Cipro (bandiera) | 1.   | Anorthōsis          | 27 | 17 | 12 | 3 | 2 | 55 | 22 | +33 |
|                  | 2.   | Pezoporikos Larnaca | 21 | 16 | 8  | 5 | 3 | 35 | 22 | +13 |
|                  | 3.   | EPA Larnaca         | 20 | 18 | 9  | 2 | 7 | 31 | 34 | -3  |
|                  | 4.   | AEL Limassol        | 19 | 18 | 7  | 5 | 6 | 30 | 25 | +5  |
|                  | 5.   | Omonia              | 16 | 16 | 6  | 4 | 6 | 20 | 21 | -1  |
|                  | 6.   | APOEL               | 15 | 16 | 5  | 5 | 6 | 20 | 23 | -3  |
|                  | 7.   | Nea Salamis         | 15 | 18 | 6  | 3 | 9 | 30 | 40 | -10 |
|                  | 8.   | Arīs Limassol       | 15 | 17 | 5  | 5 | 7 | 22 | 32 | -10 |
|                  | 9.   | Apollōn Limassol    | 13 | 17 | 2  | 9 | 6 | 28 | 38 | -10 |
|                  | 10.  | Olympiakos Nicosia  | 9  | 17 | 1  | 7 | 9 | 21 | 35 | -14 |

### Verdetti
- Anorthōsis campione di Cipro.